# SFアドベンチャー
『SFアドベンチャー』(SF Adventure) は、1979年春に徳間書店から創刊されたSF雑誌である。創刊号にはタイトルの脇に「問題小説 SPECIAL [春季号]」と銘打たれていた。創刊編集長は荒井修。1982年から菅原善雄が編集長。三代目編集長は石井紀男。
同時期に創刊した光文社のSF雑誌『SF宝石』が休刊したのち、同誌のSF書評連載「新刊チェック・リスト」を受け継いだほか、日本SF大賞の発表誌でもあった。
1992年3月号をもって月刊での刊行は終了。季刊のポップカルチャー誌へ転身し、判型を大判に変えて4号続くも、1993年夏号で杜絶した。ちなみに最終号の表紙はダウンタウンの顔をポップアート風にしたものであった。徳間書店のSF雑誌としては、2000年から新たに『SF Japan』が創刊されている。

## 掲載作品
小松左京や半村良ら第一線の作家による連載、主軸となった平井和正の『真幻魔大戦』、『狼のレクイエム・黄金の少女』、『地球樹の女神』など、日本人作家のSF作品を主体としていた。

## 表紙絵
創刊時は永井豪が担当。1980年から1987年まで生賴範義が、神話や歴史上の美女画で長らく担当。1988年・89年は加藤直之が担当。1990年は号によって担当イラストレーターが入れ替わり。1991年からは伊藤桂司が担当。